# Isola Bella (Lago Maggiore)

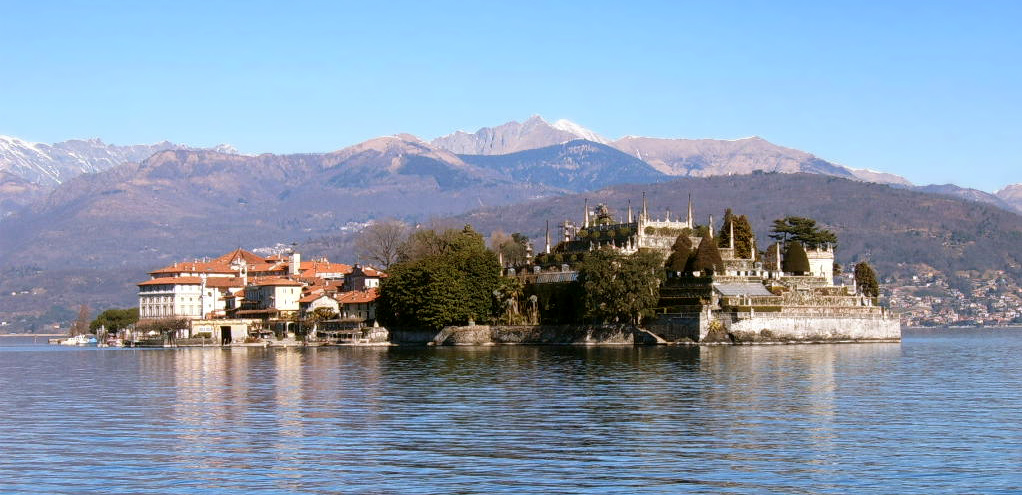
Isola Bella vista de Stresa

Localização de Isola Bella no Lago Maggiore

A Isola Bella é uma das ilhas do arquipélago das Ilhas Borromeu, na parte alpina do Lago Maggiore, a cerca de 400 metros de Stresa, no Piemonte em Itália. A Isola Bella tem 320 metros de comprimento por 400 metros de largura e é completamente ocupada pelo Palácio Borromeu e pelos seus jardins ao estilo italiano.

## História

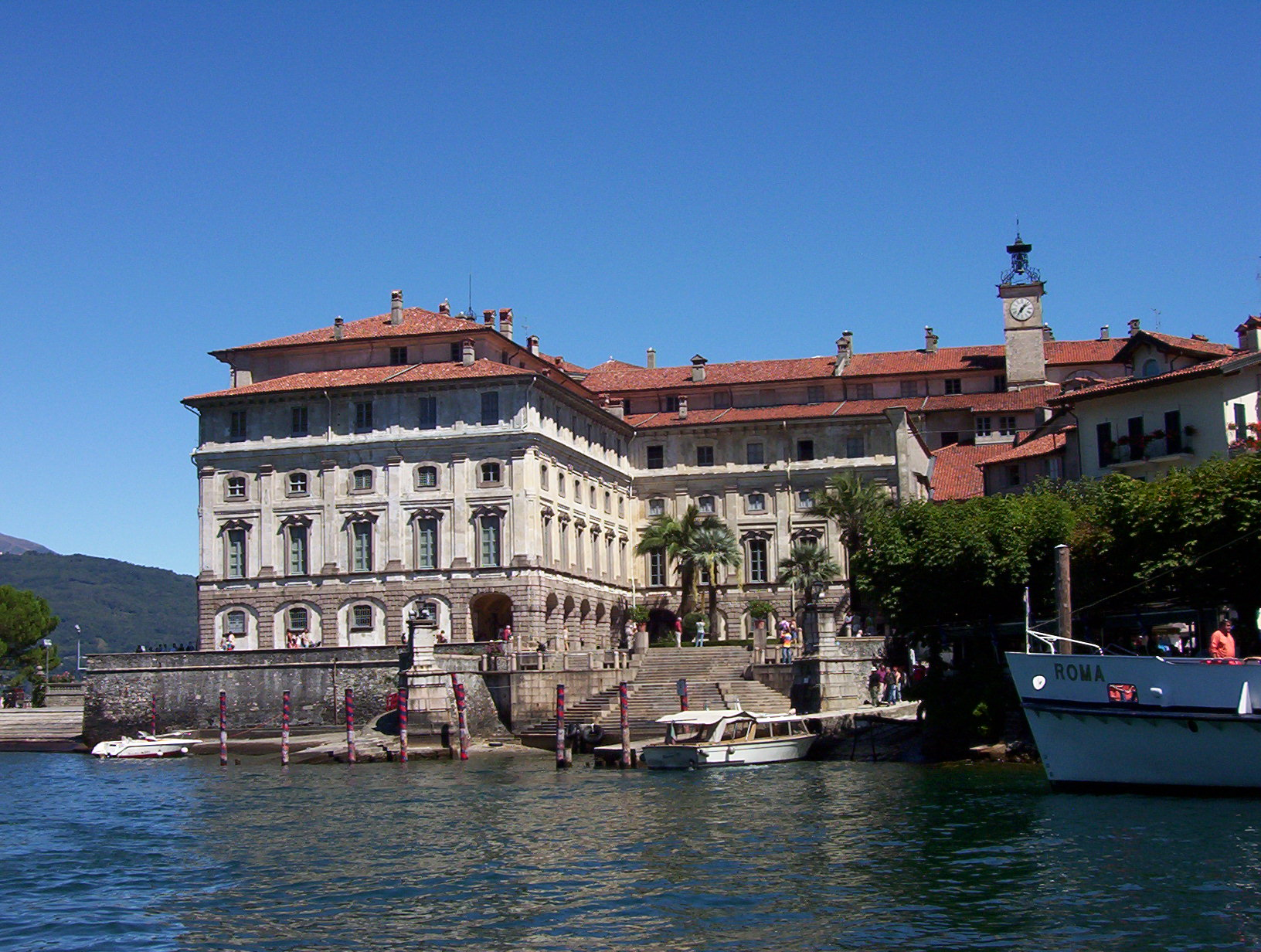
O palácio

Até 1632 a ilha foi conhecida apenas por l’isola inferiore ou isola di sotto era uma ilha rochosa ocupada apenas por uma pequena aldeia piscatória. Nesse ano, Carlos III da influente casa dos Borromeu deu início à construção do palácio dedicado à sua mulher, Isabella D'Adda, a quem a ilha deve o seu nome actual. O projecto foi encomendado ao arquitecto milanês Angelo Crivelli, que foi também o autor do plano dos jardins. Os trabalhos foram interrompidos em meados do século, quando o Ducado de Milão foi assolado por um terrível surto de peste bubónica.
Com a herança da ilha pelo Cardeal Giberto III (1615-1672) e Vitaliano VI (1620-1690) as obras recomeçaram, com Vitaliano, com o apoio financeiro do seu irmão mais velho, entregando as obras ao arquitecto Carlo Fontana. O palácio ganhou em sumptuosidade que fariam dele o centro de festas e eventos teatrais para a nobreza europeia. Os jardins apenas seriam terminados por Carlos IV (1657 -1734), sendo inaugurados em 1671.
A ilha alcançou o seu apogeu de sucesso social durante o período de Giberto V Borromeo (1751 – 1837), quando a visitaram importantes convidados como Edward Gibbon, Napoleão e a sua mulher Josefina de Beauharnais, e a Princesa de Gales Carolina de Brunswick. Carolina terá ficado de tal forma encantada com a zona que terá tentado convencer a família Borromeu a vender-lhe a Isola Madre ou as ilhas de Castelli di Cannero; finalmente acabou por adquirir Villa d'Este, em Cernobbio, nas margens do Lago Como.

## A ilha hoje
Isola Bella é hoje uma grande atracção turística, com serviços de ferry-boat regulares a partir de Stresa, Baveno, Pallanza e Intra. É palco do festival anual de música de Stresa.